# Суховское сельское поселение (Пролетарский район)
Суховское сельское поселение — муниципальное образование в Пролетарском районе Ростовской области.
Административный центр поселения — хутор Сухой.

## Административное устройство
В состав Суховского сельского поселения входят:
- хутор Сухой;
- хутор Валуйский;
- хутор Соленый.

## Население
| 2010  | 2012  | 2013  | 2014  | 2015  | 2016  | 2017  |
| ----- | ----- | ----- | ----- | ----- | ----- | ----- |
| 2462  | ↘2434 | ↘2416 | ↘2408 | ↘2385 | ↘2362 | ↘2333 |
| 2018  | 2019  | 2020  | 2021  |       |       |       |
| ↘2304 | ↘2286 | ↘2252 | ↘2230 |       |       |       |